# Michel Verne
Michel Jean Pierre Verne (3. srpna 1861, Paříž – 5. března 1925, Toulon) byl francouzský spisovatel, syn spisovatele Julese Verna a správce jeho literární pozůstalosti.

## Život
Michel byl již od mládí velice problematické dítě, roku 1876 strávil dokonce osm měsíců v polepšovně v Mettray u Tours. Výsledkem toho ovšem bylo, že Michel svého otce nenáviděl.
Po propuštění z polepšovny našel Verne pro svého syna práci námořníka u svého bratra Paula (1829–1897), kapitána dálkové plavby, na plachetnici Assomption, která plula do Indie. I na této plavbě byl Michel často trestán pro neposlušnost vůči svým nadřízeným. Po návratu se konflikty mezi synem a otcem dále stupňovaly a Michel svým chováním zavinil několik skandálů.

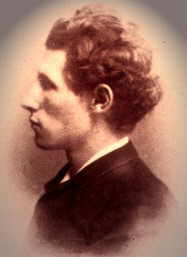
Michel Jean Pierre Verne

Roku 1884 se oženil s herečkou z Amiensu starší o čtyři roky, kterou za půl roku opustil. K určitému oteplení vztahů mezi Michelem a jeho otcem došlo roku 1886 poté, když Gaston Verne (1860–1916), syn Vernova bratra Paula, po ukončení vášnivého vztahu, na svého strýce vystřelil dvě rány z revolveru a jednou z nich ho zasáhl do nohy. Od té doby až do smrti Verne kulhal. V následujícím období Verne rozpoznal literární talent svého syna, zprostředkoval mu místo spolupracovníka listu Le Figaro a poslal jeho sbírku básní svému nakladateli Hetzelovi (protože však Hetzel krátce poté zemřel, vydání sbírky nebylo uskutečněno).
Michel také pod jménem svého otce vydával krátké články a povídky, z nichž nejznámější je vědeckofantastická povídka Den amerického novináře v roce 2889 (1889). Roku 1893 došlo pak mezi otcem a synem k definitivnímu usmíření. Michel se pokoušel stát se seriózním obchodníkem, což ovšem naráželo na jeho podnikatelskou neschopnost, takže musel žít z peněz, které mu jeho otec měsíčně poukazoval. Verne učinil svému synovi návrh, aby napsal román v jeho duchu a poskytl mu námět – soupeření dvou cestovních kanceláří. Kniha se jménem Trampoty páně Thompsonovy pak vyšla pod otcovým jménem roku 1907 jako součást jeho cyklu Podivuhodné cesty.
Roku 1905 pomáhal Michel svému již těžce nemocnému otci s přípravou jeho posledních románů k tisku. Šlo o knihy Zatopená Sahara a Maják na konci světa, které vyšly již po jeho smrti. Především do druhé z nich provedl Michel své úpravy a v této praxi pokračoval i nadále. Získal totiž celou otcovu literární pozůstalost s celou řadou textů v různém stupni rozpracovanosti, jejichž postupné vydávání mu konečně zajistilo finanční nezávislost.
Michel Verne zemřel roku 1925 v Toulonu na rakovinu hrtanu a žaludku.

## Dílo
Všechna níže uvedená díla vyšla pod jménem Michelova otce Julese Verna.
- Journée d’un journaliste américain en 2889 (1889, Den amerického novináře v roce 2889), vědeckofantastická povídka, kterou Michel později zařadil do sbírky povídek Hier et demain (1910, Včera a zítra).
- Le phare du tour du monde (1905, Maják na konci světa), Michelovy úpravy do textu jeho otce nejsou podle některých názorů nijak zásadní, a proto je někdy tento román považován za poslední autentické dílo Julese Verna.
- Le volcan d’or (1906, Zlatá sopka), k původním dvaceti osmi kapitolám připsal Michel další čtyři, dopsal nové postavy a pozměnil děj.
- L'agence Thompson and Co. (1907, Trampoty páně Thompsonovy), dobrodružný román napsaný kompletně Michelem Vernem.
- La chasse au météore (1908, Honba za meteorem), k původním sedmnácti kapitolám připsal Michel další čtyři.
- Le pilote du Danube (1908, Lodivod dunajský), k původním šestnácti kapitolám připsal Michel další tři.
- Les naufragés du Jonathan (1909, Trosečníci z lodi Jonathan), původní rukopis měl šestnáct kapitol a Michelovi se „podařilo“ obsah románu zdvojnásobit.
- Le secret de Wilhelm Storitz (1910, Tajemství Viléma Storitze), rozsah románu je sice původních devatenáct kapitol, ale kniha má podstatné změny v ději.
- Hier et demain (1910, Včera a zítra), sbírka povídek, které jsou buď zcela Michelovým dílem (Den amerického novináře v roce 2889 a pravděpodobně i Věčný Adam) nebo jsou od Michela upravené.
- L’étonante aventure de la mission Barsac (1919, Podivuhodná dobrodružství výpravy Barsacovy), Jules Verne napsal pouze čtyři kapitoly, ty Michel přepsal a celý román dokončil.